# Pronoterus semipunctatus
Pronoterus semipunctatus är en skalbaggsart som först beskrevs av Leconte 1878.  Pronoterus semipunctatus ingår i släktet Pronoterus och familjen grävdykare. Inga underarter finns listade i Catalogue of Life.